# Westland Wasp
Westland Wasp – brytyjski lekki śmigłowiec zwalczania okrętów podwodnych, produkowany przez spółkę Westland Helicopters w latach 1963–1968. Wyprodukowano łącznie 98 maszyn.

## Historia

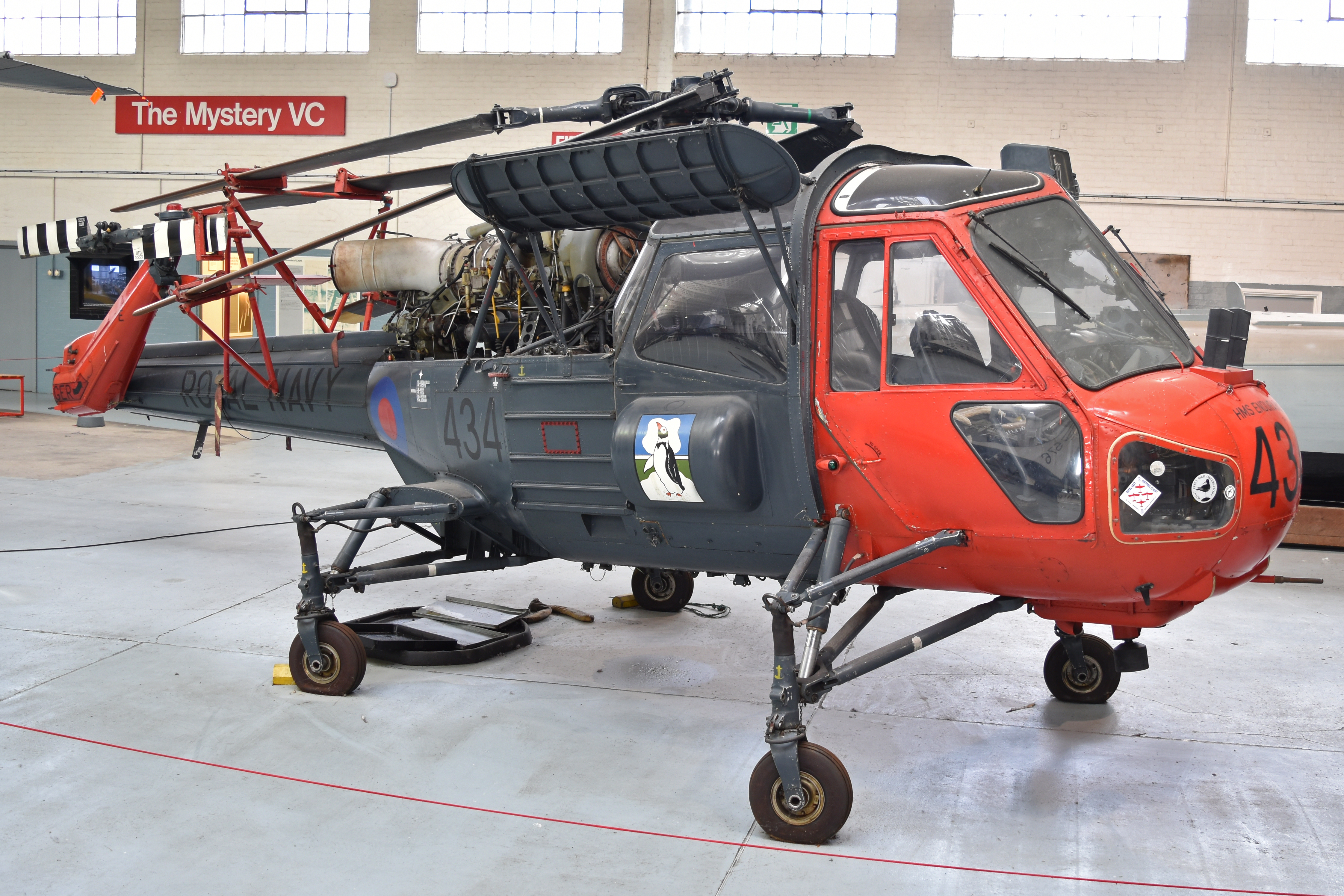
Wasp jako eksponat w Imperial War Museum. Widoczna konstrukcja silnika, złożona belka ogonowa i wirnik główny

Pod koniec lat pięćdziesiątych XX wieku Royal Navy zaczęła wykazywać zainteresowanie śmigłowcami, których głównym przeznaczeniem miało być zwalczanie okrętów podwodnych (ZOP). W tym samym czasie British Army prowadziła program małego śmigłowca wielozadaniowego P.531. W wyniku dalszych prac, na bazie doświadczeń zdobytych przy budowie śmigłowca P.531 powstał Westland Scout, który został wprowadzony do służby. Royal Navy postanowiła wykorzystać platformę Scoutów jako bazę dla przyszłych lekkich śmigłowców pokładowych.
W 1959 roku Royal Navy rozpoczęła testy P.531, które trwały osiemnaście miesięcy. W  ich czasie, konstrukcję przystosowano do operowania z pokładów okrętów i dostosowano do zadań ZOP. W 1961 roku złożono zamówienie na dwa przedprodukcyjne egzemplarze, oznaczone wówczas jako Sea Scout. 28 października 1962 roku oblatano pierwszy prototyp. Rok później linię produkcyjną opuścił pierwszy seryjny śmigłowiec o nowej nazwie Westland Wasp. Pierwsze egzemplarze zaczęto wprowadzać do eksploatacji w połowie 1963 roku.
W głównej mierze śmigłowce wykorzystywano jako maszyny pokładowe, gdzie pełniły zadania ZOP. Dodatkowo maszyny wykorzystywano jako śmigłowce transportowe, łącznikowe oraz szkolne.
Podczas wojny o Falklandy-Malwiny, Wasp z brytyjskiej fregaty HMS „Plymouth” poważnie uszkodził argentyński okręt podwodny ARA „Santa Fe”.
Od początku lat siedemdziesiątych śmigłowiec zaczął być zastępowany przez nowocześniejsze Westland Lynx. Eksploatację Waspów w Royal Navy zakończono w 1988 roku. Królewska Malezyjska Marynarka Wojenna wycofała swoje Waspy w 2001 roku. Z uwagi na charakterystyczny kształt kadłuba, śmigłowiec otrzymał pseudonim „The Flying Dustbin”, co w tłumaczeniu na język polski oznacza „latający śmietnik”. Łącznie w latach 1963–1968 wyprodukowano 98 maszyn.

## Konstrukcja
Konstrukcja Westland Wasp w dużej mierze pozostała taka sama jak w śmigłowcu Scout przeznaczonym dla British Army. Załogę stanowiły dwie osoby: pilot oraz operator uzbrojenia, którzy zajmowali miejsce na przodzie kabiny. Za nimi znajdował się przedział pasażerski, gdzie w zależności od konfiguracji było można zabrać od trzech do czterech osób. Śmigłowiec wybudowano w układzie klasycznym. Konstrukcja miała składaną belkę ogonową oraz wirnik główny, ułatwiało to hangarowanie na pokładach okrętów. Napęd stanowił jeden silnik turbowałowy Rolls-Royce Nimbus 103 o mocy 710 KM. Podobnie jak w przypadku Scouta, silnik nie był zabudowany wewnątrz kadłuba.
Wasp mógł zabierać dwie torpedy Mark 44 lub jedną Mark 46. Alternatywnym uzbrojeniem były (maksymalnie dwie) bomby głębinowe. Śmigłowiec mógł też być uzbrojony w pociski rakietowe: cztery Nord SS.11 lub dwa SS.12. Wasp w odróżnieniu od cięższych Westland Wessex, nie dysponował własnym sonarem. Realizując zadania ZOP, załogi Waspów musiały więc współpracować z okrętami i innymi śmigłowcami.

## Użytkownicy
- Brazylia

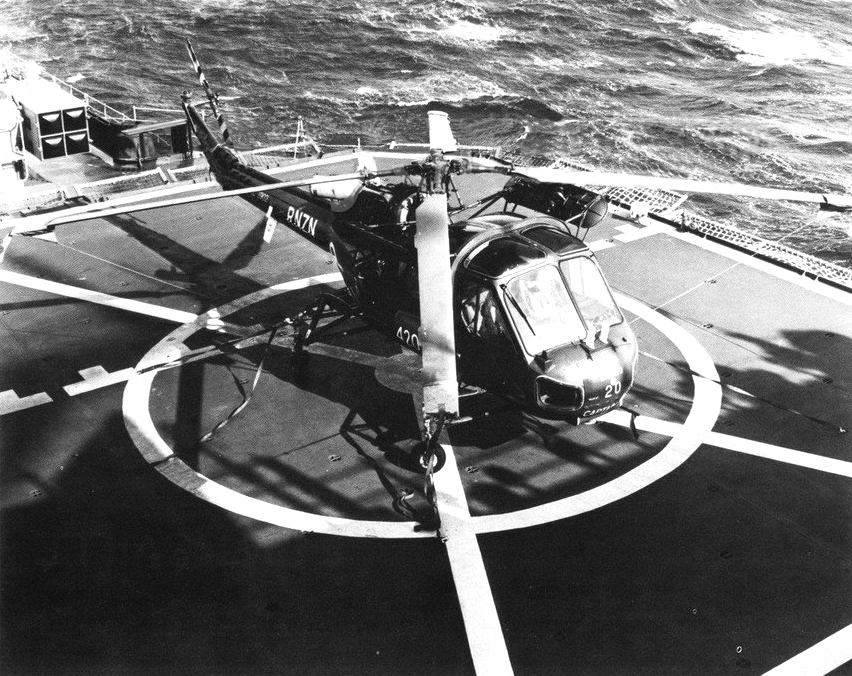
Nowozelandzki Westland Wasp na pokładzie amerykańskiego niszczyciela USS Hewitt (DD 966) (1978)

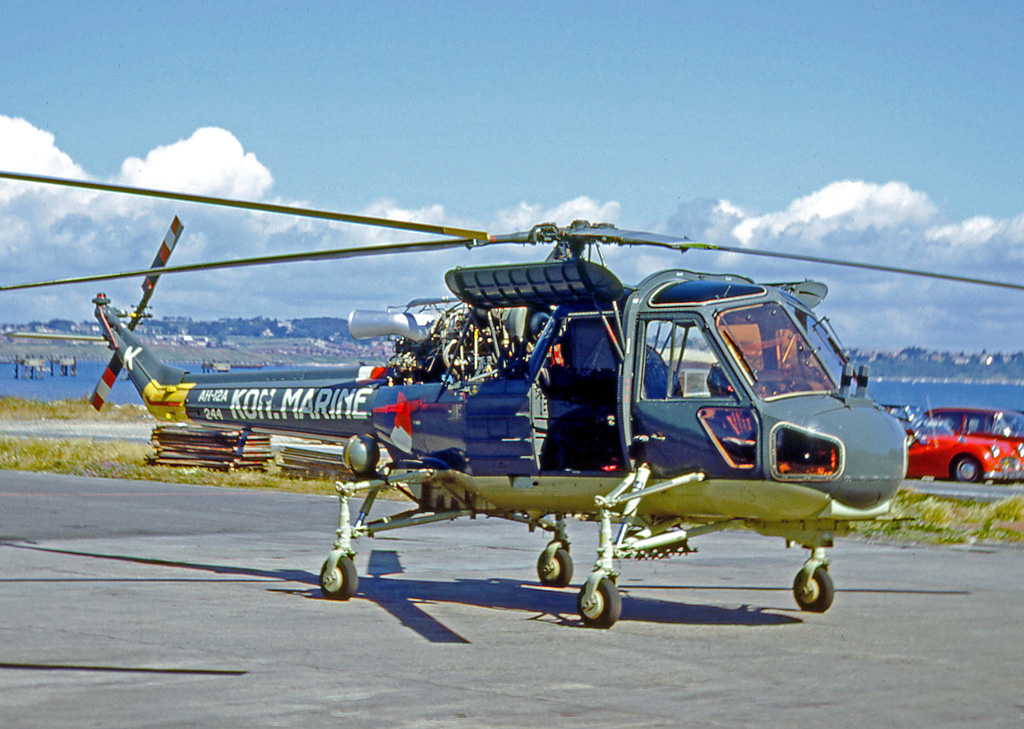
Holenderski Wasp (1967)

  - Marinha do Brasil – W latach sześćdziesiątych pozyskano cztery[b] fabrycznie nowe maszyny, a w 1977 roku dokupiono siedem używanych z zasobów Royal Navy. Śmigłowce wycofano w 1991 roku[12][9].
- Indonezja
  - Tentara Nasional Indonesia Angkatan Laut – W 1981 roku zakupiono dziesięć ex-holenderskich Waspów. Maszyny dostarczono w latach 1981–1982 i wycofano w 1998 roku[13].
- Malezja
  - Tentera Laut Diraja Malaysia – W 1987 roku pozyskano dwanaście używanych śmigłowców z zasobów Royal Navy. Wycofane ze służby w 2001 roku[7][14].
- Holandia
  - Koninklijke Marine – w 1966 roku pozyskano dwanaście fabrycznie nowych śmigłowców. Wycofane w 1981 roku i w większości sprzedano do Indonezji[15].
- Nowa Zelandia
  - Royal New Zealand Navy – w 1966 roku pozyskano sześć fabrycznie nowych egzemplarzy. W 1975 roku pozyskano dwa używane wiropłaty z zasobów Royal Navy. Śmigłowce w 1998 roku zostały wycofane i zastąpione przez Kaman SH-2F Seasprite[16][17].
- Południowa Afryka
  - South African Navy – w 1962 roku zamówiono siedemnaście śmigłowców, jednak dostarczono szesnaście. Pierwszą partię sześciu maszyn dostarczono w 1963 roku, pozostałe dostarczono dopiero w 1974 roku z powodu embarga. Eksploatację Waspów zakończono w 1988 roku[18][17].
- Wielka Brytania
  - Royal Navy – używane w latach 1963–1988[4].